# Вдигане на тежести
Вдигането на тежести е олимпийски спорт, в който състезателите се опитват да вдигнат различни по тежест щанги. Състезанията се провеждат в две движения – изхвърляне и изтласкване. Всеки състезател получава право на 3 опита във всяко движение.
Има отделни категории на състезателите. Сумират се най-добрите резултати от всяко движение, за да се получи общият резултат. Най-напред този спорт е изключително за мъже, но по-късно започва да се практикува и от жени. Всеки състезател трябва да има поне един успешен опит във всяко движение, иначе бива дисквалифициран. При еднакъв резултат в двубоя, по-предно място печели състезателят който първи е достигнал съответния резултат.

## Категории за мъже
- 61 kg
- 73 kg
- 89 kg
- 102 kg
- над 102 kg

## Категории за жени
- 49 kg
- 59 kg
- 71 kg
- 81 kg
- над 81 kg